# Yidu
Yidu (宜都市S, YídūP) è una città-contea della Cina, situata nella provincia di Hubei e amministrata dalla prefettura di Yichang.